# Norwegian International 2016
Die Norwegian International 2016 im Badminton fanden vom 17. bis zum 20. November 2016 in Sandefjord statt.

## Sieger und Platzierte
| Disziplin    | Gold                              | Silber                                      | Bronze                                   |
| ------------ | --------------------------------- | ------------------------------------------- | ---------------------------------------- |
| Herreneinzel | Kalle Koljonen                    | Kasper Dinesen                              | Subhankar Dey                            |
| Herreneinzel | Kalle Koljonen                    | Kasper Dinesen                              | Gergely Krausz                           |
| Dameneinzel  | Yap Rui Chen                      | Kate Foo Kune                               | Line Christophersen                      |
| Dameneinzel  | Yap Rui Chen                      | Kate Foo Kune                               | Julie Finne-Ipsen                        |
| Herrendoppel | Oliver Leydon-Davis Lasse Mølhede | Akshay Dewalkar Tarun Kona                  | Mathias Bay-Smidt Morten Skrøder Bødskov |
| Herrendoppel | Oliver Leydon-Davis Lasse Mølhede | Akshay Dewalkar Tarun Kona                  | Vanmaël Hériau Florent Riancho           |
| Damendoppel  | Julie Finne-Ipsen Rikke S. Hansen | Anne Katrine Hansen Marie Louise Steffensen | Gabriella Bøje Cecilie Sentow            |
| Damendoppel  | Julie Finne-Ipsen Rikke S. Hansen | Anne Katrine Hansen Marie Louise Steffensen | Line Nørgaard Nanna Vestergaard          |
| Mixed        | Anton Kaisti Jenny Nyström        | Mathias Bay-Smidt Alexandra Bøje            | Yogendran Krishnan Prajakta Sawant       |
| Mixed        | Anton Kaisti Jenny Nyström        | Mathias Bay-Smidt Alexandra Bøje            | Kristoffer Knudsen Emilie Juul Møller    |